# Гамма-400
ГА́ММА-400 (Гамма-Астрономическая Многофункциональная Модульная Аппаратура) — астрономический спутник, международный проект орбитальной астрофизической обсерватории для исследования высокоэнергетического гамма-излучения в космосе.
Комплекс научной аппаратуры, установленный на космической обсерватории ГАММА-400, предназначен для получения данных, необходимых для изучения природы «тёмной материи» во Вселенной, изучения природы происхождения высокоэнергичных космических лучей, исследования космических гамма-квантов в диапазоне высоких энергий от 20 МэВ до нескольких ТэВ, регистрации заряженных частиц космических лучей, а также поиска и изучения гамма-всплесков.

## Основные направления исследований
- Поиск и исследование природы и свойств гипотетических слабовзаимодействующих массивных частиц (вимпов) и других возможных кандидатов на роль «тёмной материи»;
- Изучение свойств переменной активности всевозможных астрофизических объектов (от отдельных звёзд до скоплений галактик) в диапазоне гамма-излучения;
- Исследование свойств (механизмы генерации, ускорения, распространения и взаимодействия) космических лучей и высокоэнергетических заряженных частиц в галактическом и межгалактическом пространствах.

## Научные задачи телескопа ГАММА-400
- Измерения и изучения особенностей энергетических спектров галактического и внегалактического диффузного и изотропного гамма-излучения;
  - Поиск «гамма-линий» в спектре излучении дискретных гамма-источников, а также в диффузном и изотропном гамма-излучении, возникающих при аннигиляции, распаде и флуктуациях предполагаемых компонентов «тёмной материи»;
- Регистрация потоков высокоэнергичных электронов и позитронов с энергией выше 1 ГэВ, с измерением их энергетических спектров, а также поиск особенностей, которые могли бы быть связаны с процессами аннигиляции и распада частиц «тёмной материи»;
- Поиск новых и исследование (измерение энергетических спектров и светимости) существующих высокоэнергетических галактических и внегалактических дискретных источников гамма-излучения (остаточные эффекты сверхновых, пульсары, астрономические объекты с эффектом аккрецией, микроквазары, активные ядра галактик, блазары, квазары и другие);
- Сравнение дискретных гамма-источников с известными источниками излучения в других диапазонах энергии, в том числе, и с дискретными источниками, зарегистрированными наземными гамма-телескопами;
- Измерения переменности светимости и энергетического спектра дискретных гамма-источников высокой энергии;
- Измерение галактических потоков лёгких ядер и ядер химических элементов периодическая система химических элементов до группы железа;
- Поиск и исследование гамма-всплесков в диапазонах энергий 10 кэВ — 100 МэВ и 100 МэВ — 3 ТэВ;
- Регистрация и изучение высокоэнергичного гамма-излучения, а также потоков заряженных частиц от солнечных вспышек.

## Конструкция
Разработка конструкции и узлов проекта «ГАММА-400» и проведение исследований выполняется в рамках Федеральных космических программ Российской федерации 2006—2015 гг. и 2016-2025 гг..
Комплекс научной аппаратуры космического аппарата «ГАММА-400» предполагается размещать на спутниковой платформе «Навигатор», разрабатываемой НПО им. Лавочкина.

### Участники проекта
- Отделение ядерной физики и астрофизики Физического института имени П. Н. Лебедева РАН;
- Национальный исследовательский ядерный университет «НИЯУ МИФИ» (Москва);
- Научно-исследовательский институт системных исследований РАН (Москва);
- Институт космических исследований РАН (ИКИ РАН) (Москва);
- Научно-производственное объединение имени С. А. Лавочкина

Научный руководитель проекта: профессор Аркадий Гальпер (ФИАН, МИФИ), заместитель научного руководителя: главный конструктор Николай Топчиев (ФИАН).

### Комплекс научной аппаратуры
- верхний и боковые детекторы антисовпадений для исключения из регистрации заряженных частиц;
- конвертер-трекер (детектор элементарных частиц), представляющий собой 10 плоскостей двухслойных кремниевых стриповых координатных детекторов с шагом 0,1 мм, прослоенных вольфрамом;
- времяпролётный сцинтилляционный детектор (расстояние между двумя детекторами системы — 500 мм);
- координатно-чувствительный калориметр;
- нейтронный детектор;
- комплекс научного оборудования для регистрации гамма-всплесков — Конус-ФГ;
- два звездных датчика с точностью 5"[5];
- два магнитометра[5].

## Основные характеристики
- диапазон энергий — 100 МэВ до 3 ТэВ;
- аппаратура оптимизирована для энергии 100 ГэВ;
- угловое разрешение (при Eγ > 100 ГэВ) — ~ 0,01°;
- энергетическое разрешение (при Eγ > 100 ГэВ)— ~ 1 %;
- чувствительная площадь — 1,0 м2;
- эффективная площадь (при Eγ > 1 ГэВ) — ~0.4—0.5 м2;
- режекция протонов — ~ 106;
- вес комплекса научной аппаратуры — 4100 кг;
- энергопотребление — 2000 Вт;
- объём передаваемой информации — 100 Гбайт/сутки;
- время активного существования — ~ 7—10 лет.

## Сравнение со схожими проектами
| Сравнительные характеристики космических и наземных гамма-телескопов | Сравнительные характеристики космических и наземных гамма-телескопов | Сравнительные характеристики космических и наземных гамма-телескопов | Сравнительные характеристики космических и наземных гамма-телескопов | Сравнительные характеристики космических и наземных гамма-телескопов | Сравнительные характеристики космических и наземных гамма-телескопов | Сравнительные характеристики космических и наземных гамма-телескопов | Сравнительные характеристики космических и наземных гамма-телескопов | Сравнительные характеристики космических и наземных гамма-телескопов | Сравнительные характеристики космических и наземных гамма-телескопов | Сравнительные характеристики космических и наземных гамма-телескопов |
| -------------------------------------------------------------------- | -------------------------------------------------------------------- | -------------------------------------------------------------------- | -------------------------------------------------------------------- | -------------------------------------------------------------------- | -------------------------------------------------------------------- | -------------------------------------------------------------------- | -------------------------------------------------------------------- | -------------------------------------------------------------------- | -------------------------------------------------------------------- | -------------------------------------------------------------------- |
|                                                                      | Космические гамма-телескопы                                          | Космические гамма-телескопы                                          | Космические гамма-телескопы                                          | Космические гамма-телескопы                                          | Космические гамма-телескопы                                          | Космические гамма-телескопы                                          | Наземные гамма-телескопы                                             | Наземные гамма-телескопы                                             | Наземные гамма-телескопы                                             | Наземные гамма-телескопы                                             |
| EGRET                                                                | AGILE                                                                | Fermi-LAT                                                            | CALET                                                                | AMS-02                                                               | ГАММА-400                                                            | H.E.S.S. II                                                          | MAGIC                                                                | VERITAS                                                              | CTA                                                                  |                                                                      |
| Время работы                                                         | 1991—2000 гг.                                                        | с 2007 г.                                                            | с 2008 г.                                                            | с 2014 г.                                                            | с 2011 г.                                                            | с 2030 г.                                                            | с 2012 г.                                                            | с 2004 г                                                             | с 2005 г.                                                            | с 2020 г.                                                            |
| Диапазон энергий, ГэВ                                                | 0.03—30                                                              | 0.03—50                                                              | 0.2—300                                                              | 10—10 000                                                            | 10-1 000                                                             | 0.1—3 000                                                            | >30                                                                  | >50                                                                  | 50—50 000                                                            | >20                                                                  |
| Угловое разрешение (Eγ > 100 ГэВ)                                    | 0.2º (Eγ ~0.5 ГэВ)                                                   | 0.1º (Eγ ~1 ГэВ)                                                     | 0.1º                                                                 | 0.1º                                                                 | 1º                                                                   | 0.01º                                                                | 0.07º                                                                | 0.07º (Eγ = 300 ГэВ)                                                 | 0.1º                                                                 | 0.1º (Eγ = 100 ГэВ) 0.03º (Eγ = 10 TэВ)                              |
| Энергетическое разрешение (Eγ > 100 ГэВ)                             | 15 % (Eγ ~0.5 ГэВ                                                    | 50 % (Eγ ~1 ГэВ)                                                     | 10 %                                                                 | 2 %                                                                  | 3 %                                                                  | 1 %                                                                  | 15 %                                                                 | 20 % (Eγ = 100 ГэВ) 15 % (Eγ = 10 TэВ)                               | 15 %                                                                 | 20 % (Eγ = 100 ГэВ) 15 % (Eγ = 10 TэВ)                               |

## Запуск
Космическая гамма-обсерватория Гамма-400 планируется к запуску в 2030 при помощи ракеты-носителя Протон-М и разгонного блока Бриз-М. Космический аппарат будет запущен на высокоэллиптическую орбиту с высотой апогея 300000 км и перигея — 500 км. Период обращения — 7 суток, угол наклонения орбиты — 51,8°. Предположительное время активного существования космического аппарата 7—10 лет.

## Статьи

### За 2013 год
- А. М. Гальпер и др. Characteristics of the GAMMA400 GammaRay Telescope for Searching for Dark Matter Signatures (англ.) // Bulletin of the Russian Academy of Sciences: Physics : конференция. — 2013. — Vol. 77, iss. November, no. 11. — P. 1339—1342. — ISSN 1062-8738. — doi:10.3103/S1062873813110105.
- А. А. Моисеев, А. М. Гальпер и др. Dark Matter Search Perspectives with GAMMA-400 (англ.) // ICRC 2013 : конференция. — Рио-де-Жанейро, 2013. — arXiv:1307.2345v1.
- А. М. Гальпер и др. The GAMMA-400 Space Experiment: Gammas, Electrons and Nuclei Measurements (англ.) // Nuclear Physics B (Proc. Suppl.) : журнал. — 2013. — arXiv:1306.6175v1.
- А. М. Гальпер и др. The Space-Based Gamma-Ray Telescope GAMMA-400 and Its Scientific Goals (англ.) // ICRC 2013 : конференция. — Рио-де-Жанейро, 2013. — No. 239—240. — P. 204—209.
- А. М. Гальпер и др. Design and performance of the GAMMA-400 gamma-ray telescope for dark matter searches (англ.) // AIP Conference Proceedings (Centenary Symposium 2012: Discovery of Cosmic Rays) : журнал. — Denver (Colorado, USA): American Institute of Physics, 2013. — Iss. 26—28 June 2012, no. 1516. — P. 288—292. — ISBN 978-0-7354-1137-1. — ISSN 0094-243X. — doi:10.1063/1.4792586.
- А. М. Гальпер и др. Status of the GAMMA-400 project (англ.) // Advances in Space Research (a COSPAR publication) : журнал. — Elsevier Ltd, 2013. — No. 51. — P. 297—300. — ISSN 0273-1177. — doi:10.1016/j.asr.2012.01.019.

### За 2012 год
- А. М. Гальпер. Гамма-астрономия и тёмная материя // Земля и Вселенная : журнал. — {М.}, 2012. — Вып. сентябрь — октябрь, № 5. — ISSN 0044-3948.
- А. М. Гальпер и др. Design and Performance of the GAMMA-400 Gamma-Ray Telescope for the Dark Matter Searches (англ.) // Instrumentation and Methods for Astrophysics : журнал. — 2012. — arXiv:1210.1457v2.

### За 2011 год
- А. М. Гальпер, C. В. Борисов и др. Метод восстановления направления прилёта гамма-квантов в системе конвертер и калориметр // Краткие сообщения по физике физического института им. П. Н. Лебедева Российской академии наук : журнал. — {М.}: Физический институт им. П.Н. Лебедева РАН, 2011. — Т. 38, № 7. — С. 14—23. — ISSN 0455-0595.
- А. М. Гальпер, C. В. Колдашов, А. А. Улитин. Локальные возмущения радиационного пояса Земли // Краткие сообщения по физике физического института им. П. Н. Лебедева Российской академии наук : журнал. — {М.}: Физический институт им. П.Н. Лебедева РАН, 2011. — Т. 38, № 7. — С. 41—50. — ISSN 0455-0595.
- А. М. Гальпер и др. GAMMA-400 space observatory (англ.) // Il Nuovo Cimento C : журнал. — 2011. — Vol. 34 C, iss. May — June, no. 3. — P. 71—75. — doi:10.1393/ncc/i2011-10850-9.
- А. М. Гальпер и др. Научные задачи и современное состояние проекта «ГАММА-400» // Известия РАН. Серия физическая : журнал. — {М.}: Наука, 2011. — Т. 75, № 6. — С. 926—928. — ISSN 0367-6765. — doi:10.3103/S1062873811030178.
- М. В. Пустобаев, Ф. Х. Енгалычёв, И. А. Мещихин, С. В. Чеботарёв. Разработка и предварительные расчёты конструкции космического гамма-телескопа «Гамма-400» // Вопросы электромеханики. Труды НПП ВНИИЭМ : журнал. — {М.}: НПП ВНИИЭМ, 2011. — Т. 123, № 4. — С. 35—40. — ISSN 0205-9428.

### За 2005—2009 года
- В. Л. Гинзбург, В. А. Каплин, М. Ф. Рунцо, Н. П. Топчиев, М. И. Фрадкин. Модернизированный гамма-телескоп «ГАММА-400» для регистрации космического гамма-излучения с энергиями до 3 ТэВ // Известия РАН. Серия физическая : журнал. — {М.}: Наука, 2009. — Т. 73, № 5. — С. 703—705. — ISSN 0367-6765.
- В. А. Каплин, М. Ф. Рунцо, Н. П. Топчиев, М. И. Фрадкин. Экспериментальная проверка метода регистрации событий с «обратным током» от калориметра // Научная сессия МИФИ-2008 : Сборник трудов. — {М.}: Московский инженерно-физический институт, 2008. — Т. 9. — С. 150—152.
- В. Л. Гинзбург, В. А. Каплин, А. И. Каракаш, Л. В. Курносова, А. Г. Лабенский, М. Ф. Рунцо, А. П. Солдатов, Н. П. Топчиев, М. И. Фрадкин, С. К. Черниченко, И. В. Шеин. Разработка гамма-телескопа «ГАММА-400» для регистрации космического гамма-излучения с энергиями до 1 ТэВ // Космические исследования : журнал. — {М.}: Наука, 2008. — Т. 45, № 5. — С. 475—477. — ISSN 0023-4206.
- В. Л. Гинзбург, В. А. Каплин, А. И. Каракаш, Л. В. Курносова, М. Ф. Рунцо, А. П. Солдатов, Н. П. Топчиев, С. Черниченко, И. В. Шеин, М. И. Фрадкин. Российский вариант телескопа для регистрации диффузного гамма-излучения в области энергий 10—1000 ГэВ // Известия РАН. Серия физическая : журнал. — {М.}: Наука, 2005. — Т. 69, № 3. — С. 428—430. — ISSN 0367-6765.

### За 1988—1999 года
- M. I. Fradkin, E. V. Gorchakov, V. A. Kaplin, D. V. Kaplin, L. V. Kurnosova, A. G. Labenskij, M. F. Runtso, N. P. Topchiev. The possibility of gamma-ray astronomy measurements on the Russian segment of the International Space Station // J. Mosc. Phys. Soc. : журнал. — {М.}, 1999. — Т. 9, № 3. — С. 181—185. — Bibcode: 1999JMoPS...9..181F.
- В. Л. Гинзбург, Л. В. Курносова, А. Г. Лабенский, Н. П. Топчиев, М. И. Фрадкин, В. А. Каплин, Д. В. Каплин, В. А. Логинов, Е. Ф. Макляев, М. Ф. Рунцо, Е. В. Горчаков. К вопросу о роли альбедо из калориметра телескопа «ГАММА-400» при регистрации первичного гамма-излучения (англ.) // Известия РАН. Серия физическая : журнал. — {М.}: Наука, 1997. — Vol. 61, no. 3. — P. 613—615. — ISSN 1062-8738. — Bibcode: 1997BRASP..61..485G.
- В. Гинзбург, Л. Курносова, Л. Разоренов, М. Фрадкин, А. Лабенский, Н. Топчиев, М. Русакович, В. Каплин, М. Рунцо, Е. Макляев, В. Логинов, Е. Горчаков, А. Хованская. Космическое гамма-излучение высокой энергии и проект гамма-телескопа «ГАММА-400» // Препринт №3. — {М.}: Физический институт им. П. Н. Лебедева, 1995.
- В. Л. Гинзбург, Л. В. Курносова, А. Г. Лабенский, Н. П. Топчиев, М. И. Фрадкин, В. А. Каплин, Д. В. Каплин, В. А. Логинов, Е. Ф. Макляев, М. Ф. Рунцо, Е. В. Горчаков. К вопросу о роли альбедо из калориметра телескопа «ГАММА-400» при регистрации первичного гамма-излучения (англ.) // Известия РАН. Серия физическая : журнал. — {М.}: Наука, 1997. — Vol. 61, no. 3. — P. 613—615. — ISSN 1062-8738. — Bibcode: 1997BRASP..61..485G.
- V. Dogiel, M. Fradkin, L. Kurnosova, L. Razorenov, M. Rusakovich, N. Topchiev. Some tasks of observational gamma-ray astronomy in the energy range 5-400 GeV (англ.) // Space Science Reviews : журнал. — Springer, 1988. — Vol. 49, no. 3. — P. 215—226.